# Bistum Tshilomba
Das Bistum Tshilomba (lateinisch Dioecesis Tshilombana, französisch Diocèse de Tshilomba) ist eine in der Demokratischen Republik Kongo gelegene römisch-katholische Diözese mit Sitz in Tshilomba.

## Geschichte
Das Bistum Tshilomba wurde am 25. März 2022 durch Papst Franziskus aus Gebietsabtretungen des Bistums Luiza errichtet und dem Erzbistum Kananga als Suffraganbistum unterstellt. Erster Bischof wurde Sébastien Kenda Ntumba.
Das Bistum Tshilomba umfasst die in der Provinz Lomami gelegenen Städte Tshilomba und Mwene-Ditu sowie die Kommunen Katshisungu, Kanintshin und Mulundu und den Sektor Kanda-Kanda.